# (6732) 1992 CG1
(6732) 1992 CG1 là một tiểu hành tinh vành đai chính. Nó được phát hiện bởi Seiji Ueda và Hiroshi Kaneda ở Kushiro, Hokkaidō, Nhật Bản, ngày 8 tháng 2 năm 1992.